# Kang Baek-ho
Kang Dong-ho (hangul: 강동호, nascido em 21 de julho de 1995), mais conhecido pelo seu nome artístico Baekho (hangul: 백호), é um cantor e compositor sul-coreano. Ele é popularmente conhecido por ter feito parte do grupo masculino NU'EST.

## Carreira

### Pré-estreia
Baekho tornou-se um trainee da Pledis Entertainment depois de ser descoberto pela empresa em 2010. Em 2011, JR e Baekho apareceram no "Hello Counselor" da KBS e foram revelados por Kahi do After School como dois dos membros do grupo. Isso atraiu a atenção dos telespectadores, então eles se tornaram um tema de interesse na internet.
Antes da estreia, Baekho fez numerosas aparições nos lançamentos de música de seus parceiros de gravadora como membro de Pledis Boys. Ele foi dançarino de fundo de Wonder Boy do A.S. Blue e apareceu no lançamento de natal do Happy Pledis, além de lançar seu próprio vídeo musical para a música.

### NU'EST
O nome artístico "Baekho" foi criado pela Uee, já que ele se parece com o personagem Kang Baekho em Slam Dunk. Em 15 de março de 2012, Baekho estreou como vocalista principal do NU'EST.
Em 2013, Baekho e Ren começaram a fazer aparições no drama de Uee, Jeon Woo-chi.
No início de 2014, Baekho foi diagnosticado com pólipos de cordas vocais. No entanto, Baekho queria continuar a atuar e ele continuou a promover e praticar com NU'EST enquanto recebia tratamento. A Pledis Entertainment anunciou em novembro que Baekho tomaria um hiato temporário de todas as atividades do grupo. Seus médicos aconselharam que ele descanse completamente sua voz e sofreu uma cirurgia de corda vocal. Em fevereiro de 2016, ele revelou que ele se recuperou completamente de seus nódulos de cordas vocais.
Baekho é musicalmente talentoso. Ele começou a compor músicas em 2015 e revelou ter vocalmente dirigido músicas no álbum de estreia do Pristin.

### Produce 101 Season 2
Em 2017, o NU'EST interrompeu todas as promoções desde que JR, Baekho, Minhyun e Ren participaram da versão masculina de Produce 101 sob seu nome de nascimento. Participaram no show porque esta fora considerada a última chance para eles.
Na batalha do grupo, Dongho fez um bom trabalho no palco performando Boy In Luv do Bangtan Boys, então ele colocou o 8º, subindo do 20º lugar na primeira rodada de eliminação. No desafio baseado em posição, ele performou Playing With Fire do Black Pink, e seu fancam atingiu 1 milhão de visualizações dentro de três dias. Na avaliação do conceito, sua equipe performou Open Up, sendo ele o segundo mais votado de seu grupo. Ele foi elogiado pelo vocal estável que mostrou no MR removed.
Seu grande desempenho ganhou vários apelidos, como Sexy Bandit, Fire Sexy e Sexy Daddy.

## Discografia

### Aparições em trilhas sonoras
| Ano  | Artista                   | Título          | Posições nas paradas | Álbum                  | Notas                             |
| Ano  | Artista                   | Título          | KOR (Gaon)           | Álbum                  | Notas                             |
| ---- | ------------------------- | --------------- | -------------------- | ---------------------- | --------------------------------- |
| 2010 | After School              | Someone Is You  | Not in chart         | Happy Pledis 1st Album | Coro com JR, Ren e Baekho         |
| 2011 | Son Dam-bi & After School | LOVE LETTER     | Not in chart         | Happy Pledis 2nd Album | Feat. Ara, Lime, Minhyun e Baekho |
| 2017 | Knock                     | 열어줘(Open Up) | 25                   | 35 Boys 5 Concepts     | Como concorrente do Produce 101   |

## Filmografia

### Dramas
| Ano  | Título       | Emissora | Notas   |
| ---- | ------------ | -------- | ------- |
| 2013 | Jeon Woo-chi | KBS      | com Ren |

### Aparições em vídeos musicais
| Ano  | Artista                   | Título                            | Notas                             |
| ---- | ------------------------- | --------------------------------- | --------------------------------- |
| 2011 | After School              | Play Ur Love                      |                                   |
| 2011 | A.S. Blue                 | Wonder Boy                        |                                   |
| 2011 | Son Dam-bi & After School | LOVE LETTER                       | Feat. Ara, Lime, Minhyun e Baekho |
| 2012 | Happy Pledis              | LOVE LETTER(PLEDIS BOYS VERSION!) |                                   |